# Nello Mariani
(Franco Frattini in Nello Mariani: una vita per il liberalsocialismo, 2008.)
Nello Mariani (L'Aquila, 21 maggio 1923 – Vasto, 23 agosto 2009) è stato un politico italiano.

## Biografia
Si laureò in giurisprudenza nel 1945, diventando avvocato, e si dedicò all'attività politica al livello comunale già dal 1946, come consigliere e assessore comunale nella giunta guidata da Carlo Chiarizia. Iscrittosi al Partito Socialista Italiano, venne eletto deputato alle elezioni politiche del 1958, ruolo che ricoprì da quell'anno fino al 1976, essendo stato riconfermato in quattro tornate elettorali consecutive. Ricoprì vari incarichi negli organi parlamentari, così come in quelli di governo; fu infatti sottosegretario di Stato nel ministero dell'agricoltura e delle foreste del governo Rumor I (1968-1969) e nel ministero dell'interno dei governi Rumor III e Colombo (1970-1972).
Fu presidente della Associazione Sportiva L'Aquila nella stagione 1960-1961. Nel 1972, infine, Mariani fondò l'Unione coltivatori italiani, di cui fu presidente per 11 anni.
Morì per infarto nell'agosto del 2009 a Vasto, dove si era rifugiato in seguito al terremoto dell'Aquila del 2009.

### Vita privata
Nel 1951 sposò Elena Marinucci, sua concittadina e in seguito senatrice ed europarlamentare nelle file del PSI.